# Agía Marína Kelokedáron
Agía Marína Kelokedáron (grec moderne : Αγία Μαρίνα Κελοκεδάρων) est un village de Chypre de plus de 37 habitants.